# Caldero

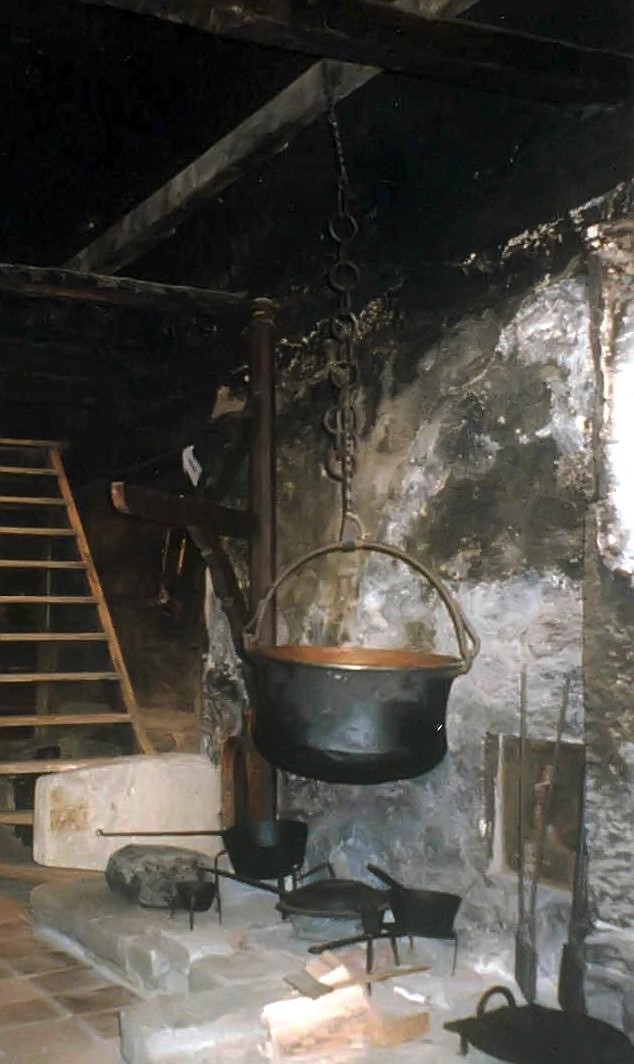
Caldero colgado de una llar en una cocina del en Gurbrü, Cantón de Berna (Suiza).

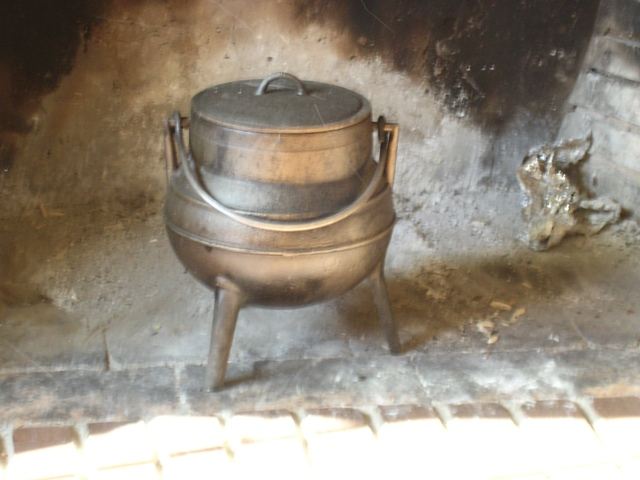
Pote de tres patas.

Un caldero (del latín caldarium, baño caliente) es un recipiente de fondo cóncavo y preferentemente metálico, de menor tamaño que la caldera, provisto de una o dos asas y utilizado para calentar, acarrear y revolver todo aquello que pueda contener.
 Es uno de los más antiguos utensilios de cocina usado por el ser humano, lo que le asocia e identifica con otros recipientes culinarios como la marmita, el pote grande, el perol y la olla. Con o sin patas que lo sostengan o colgando sobre el fuego bajo del hogar, también se ha utilizado para cocinar al aire libre (el caldero de campaña en la intendencia militar y el caldero de los trabajos del campo). Asimismo, hace referencia a su contenido: 'un caldero de sopa'.

## Universo lingüístico del caldero
El masculino de caldera denomina a un recipiente más pequeño (formando parte del grupo iconográfico en el que 'el macho es menor que la hembra'). Calderería es el oficio, taller o barrio donde se fabrican y calderero el artesano o el vendedor de este tipo de cacharros, asociado también a los oficios de cobrero y hojalatero o latonero. Finalmente, carderil se llama al ingenioso y sencillo soporte que consiste en un palo con muescas para colgar el caldero en las cocinas; es un variante humilde de la llar. 
En el tesoro del refranero de la lengua española: «Con un caldero viejo se compra otro nuevo» (refiriéndose a la mujer joven que se une a un hombre viejo pensando en su herencia).

## Mito, simbolismo y fantasía del caldero

### Elcalderode la noche de los tiempos
A propósito de los significados que tuvo el caldero en los pueblos antiguos, Federico Revilla clasifica los recipientes en razón de los cambios sufridos por la materia sumergida en él (cocción, vaporización), o de las mutaciones que lo asociaron con trasformaciones ontológicas (resurrección, regeneración, inmunización). Y así, diferencia calderos iniciáticos, probatorios (para ordalías) y calderos para sacrificios. 
En el plano simbólico pueden agruparse en calderos de agua (asociados a la sabiduría y el conocimiento),) y calderos de fuego (asociados a la inmortalidad y renacimiento divino y, por influencia de la Iglesia católica, al tormento, lo demoníaco y la brujería), de estos últimos la arquitectura del románico ofrece una riquísima iconografía en muchos de sus elementos.
Para Cirlot, la caldera es el recipiente del océano inferior (de ahí que aparezca en leyendas mágicas y cuentos folclóricos..., y añade que el cáliz es una sublimación y sacralización de la caldera, como el vaso, puro signo de continente. Esta última referencia de Cirlot al cáliz entra en la 'cadena simbólica jungiana' que enlaza con el Santo Grial, las pilas bautismales del cristianismo, el útero materno y la caverna, como símbolos del principio femenino.
El modelo mítico/mágico con tres patas, responde con cada una de ellas a los tres aspectos de la Diosa: la doncella, la madre y la anciana, como recoge Graves en La Diosa Blanca.
Finalmente, Mircea Eliade citando a Dumézil (Le festin d'inmortalité), habla del caldero milagroso del gigante Hymir, usado para preparar la ambrosía.

### Las brujas y sus calderos

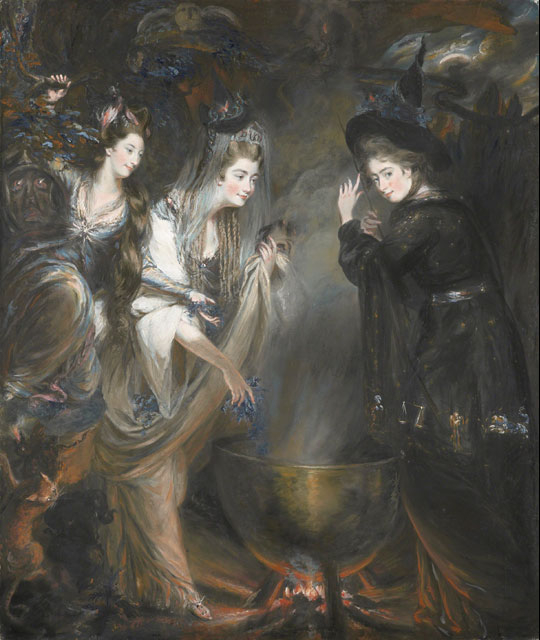
Las tres brujas de Macbeth alrededor del caldero, interpretación (h.1775) del pintor británico Daniel Gardner 1750-1805).

Las tres brujas más famosas de la literatura universal probablemente sean las de Macbeth y con ellas su caldero, que es a la vez espejo profético del presente, pasado y porvenir.
Por otra parte, la popular y tradicional asociación del caldero con las "brujas", alcanza nuevas dimensiones bajo la mirada de antropólogos como Julio Caro Baroja.

### Museode calderos imaginarios
El más famoso caldero, real y tangible, guardado en un museo, es el polémico caldero de Gundestrup. En un supuesto museo de calderos nacidos de la fantasía humana, no podrían faltar:
- Cerridwen la diosa galesa (muchas veces considerada como bruja blanca) que poseía el caldero de la Inspiración y la Sabiduría.
- El caldero regenerador de Dagda, el dios bueno de la mitología celta irlandesa.[13]
- El caldero del gigante del folclore galés Dyrnwch ("Puño blanco"), en los Trece Tesoros de la Isla de Bretaña.
- Los pequeños calderos llenos de oro de los Leprechaun, duendes del folclore irlandés.
- El caldero mágico de «El botín de Annwfn», dentro del manuscrito atribuido al poeta casi mítico Taliesin, que relata la travesía del Rey Arturo y sus guerreros a través del mar hacia Caer Siddi («castillo de las hadas») para ganar diversos tesoros.
- El caldero del druida Panoramix y su poderosa poción mágica, en el comix de Goscinny y Uderzo.
- El caldero mágico de Taron de la factoría Disney.
- Tolkien cuenta en el primer volumen del Libro de los Cuentos Perdidos, como Aulë hizo dos grandes calderos: "Kulullin", que contenía luces doradas, y "Silindrin", con luces plateadas.
- Los dos calderos (el mágico y el negro) de Las Crónicas de Prydain de Lloyd Alexander.
- Calderos muy populares en otros tiempos y poco a poco olvidados, como el de la bruja de Blancanieves o las calderas de Pedro Botero.[14]

## El caldero en la heráldica
Como símbolo de «ricahombría y grandeza del Reino» en la iconografía heráldica, el caldero -o caldera- es figura protagonista en blasones, escudos gremiales, de apellidos y de localidades de toda Europa.

Blasón de la emperatriz Eugenia de Montijo, de la casa de Guzmán, línea de los condes de Teba (España).
Escudo de armas de la Casa de Lara (España), siglo XII.
Escudo del municipio de Crémines en el cantón de Berna, Suiza.
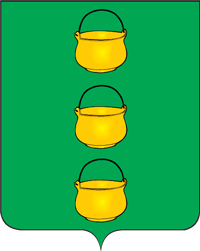
Escudo de la localidad de Kotelniki (Óblast de Moscú), Rusia.
Escudo de la localidad de Padasjoki, en Vaakuna (Finlandia).
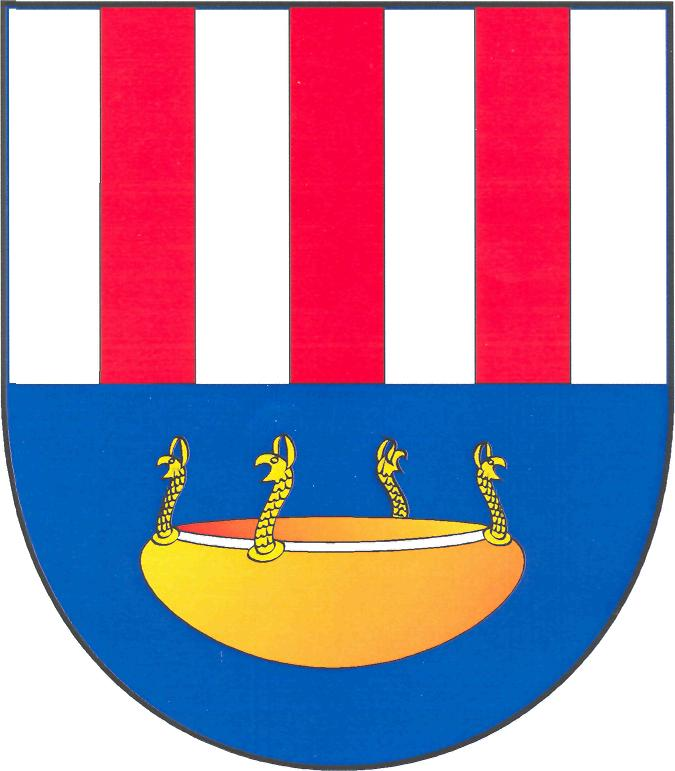
Escudo municipal de Lahošt'znak, distrito Teplice, en la República Checa.